# Victoria International 2006
Die Victoria International 2006 im Badminton fanden vom 28. bis zum 30. Juli 2006 statt.

## Sieger und Platzierte
| Disziplin    | Gold                           | Silber                         | Bronze                            |
| ------------ | ------------------------------ | ------------------------------ | --------------------------------- |
| Herreneinzel | Richard Vaughan                | Nikhil Kanetkar                | Chao Chun-ken                     |
| Herreneinzel | Richard Vaughan                | Nikhil Kanetkar                | Conrad Hückstädt                  |
| Dameneinzel  | Huang Chia-chi                 | Rachel Hindley                 | Vina                              |
| Dameneinzel  | Huang Chia-chi                 | Rachel Hindley                 | Chie Umezu                        |
| Herrendoppel | Chien Yu-hsun Huang Shih-chung | Lin Chia-hung Lin Wei-hsiang   | Chris Lee Joe Wu                  |
| Herrendoppel | Chien Yu-hsun Huang Shih-chung | Lin Chia-hung Lin Wei-hsiang   | Ashley Brehaut Aji Basuki Sindoro |
| Damendoppel  | Donna Haliday Renee Flavell    | Kellie Lucas Kate Wilson-Smith | Danielle Barry Emma Rodgers       |
| Damendoppel  | Donna Haliday Renee Flavell    | Kellie Lucas Kate Wilson-Smith | Erin Carroll Susan Dobson         |
| Mixed        | Daniel Shirley Renee Flavell   | Glenn Warfe Susan Dobson       | Ross Smith Tania Luiz             |
| Mixed        | Daniel Shirley Renee Flavell   | Glenn Warfe Susan Dobson       | Craig Cooper Donna Haliday        |